# Czubatka (dolina Noteci)

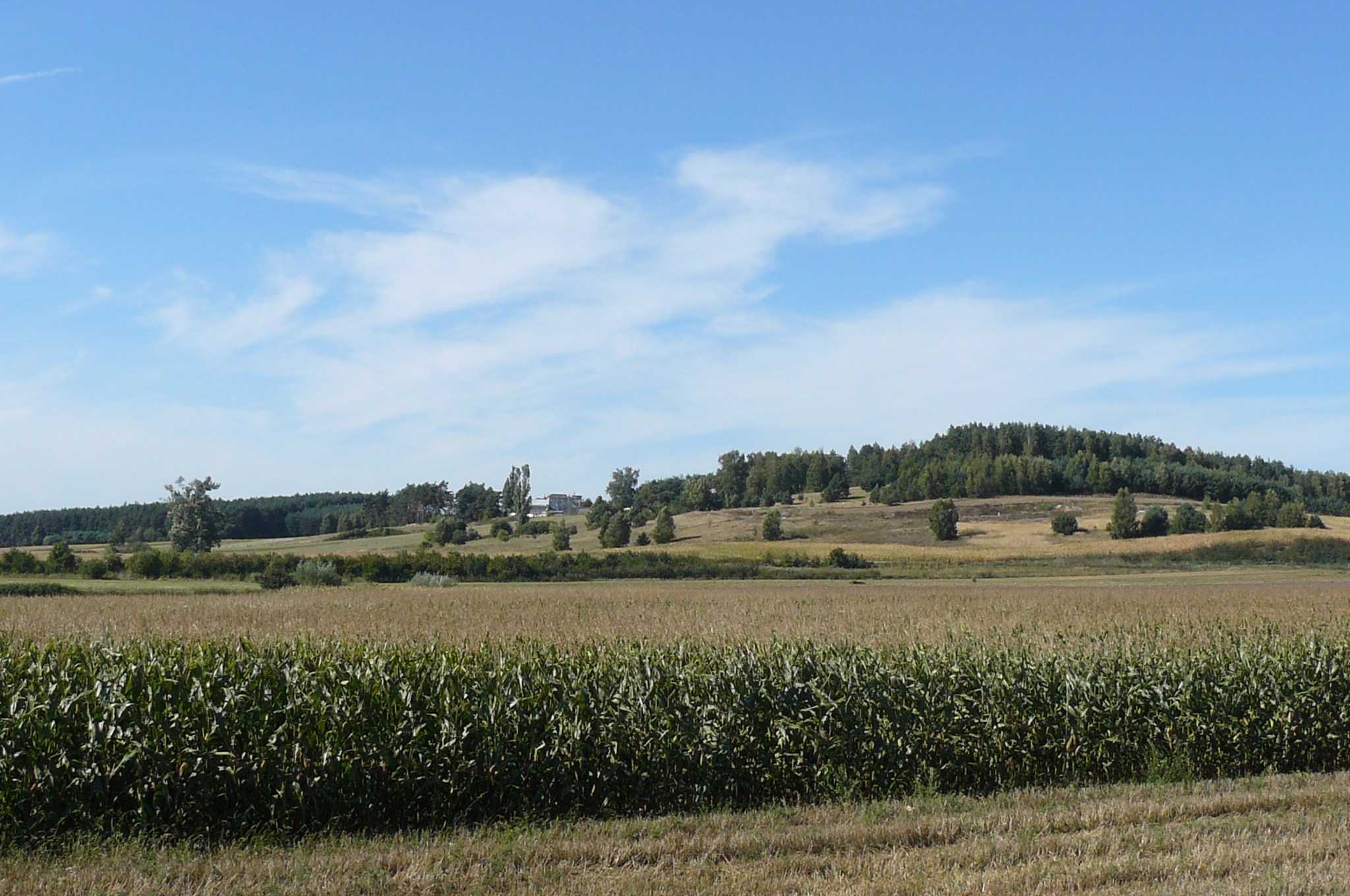
Czubatka po prawej - widok od zachodu (z Prawomyśla), w tle Góry Morzewskie

Czubatka - wzniesienie morenowe o wysokości 141 m n.p.m., zlokalizowane na północnym skraju doliny Noteci, na południowy wschód od Morzewa (gmina Kaczory).
Stanowi najwyższy punkt Gór Morzewskich. Wierzchołek zalesiony, pozbawiony widoków. Na szczycie drewniana wieża triangulacyjna z drabinką.
Południowym zboczem przebiega droga gruntowa z Miasteczka Krajeńskiego do Morzewa. Przez szczyt nie przebiega żaden znakowany szlak turystyczny.